# 哲仁王后
哲仁王后 金氏（てつじんおうこう きんし、チョリヌァンフ キムシ、朝: 철인왕후 김씨、1837年4月27日（陰暦3月23日） - 1878年6月12日（陰暦5月12日））は、李氏朝鮮第25代国王哲宗の王妃。本貫は安東金氏。諡号は明純徽聖正元粋寧敬献荘穆哲仁王后。大韓帝国により哲仁章皇后と追尊された。

## 生涯
- 1851年、王妃に冊立される。彼女が王妃になった背景には、純元王后（哲宗の養母で、王后の義理の姑に当たる）の存在があった。王后は彼女と同じ、安東金氏の出身であった。一族の繁栄と政治的権力を握るための算段があったからだ。
- 1858年11月22日、王子を出産する。しかし、1859年5月25日に生後約半年で死去。それ以降、子女に恵まれることは無かった。
- 1863年、夫の哲宗が死去。大妃となる。
- 1878年に昌慶宮にて死去。享年42歳（数え年）。

## 人物
実家の栄華の為嫁いだが、特別かばうこともせず政治にも関わりを持たなかった。また、言葉数が少なく内面の感情を表に表さない性格だったという。

## 家族
- 父：金汶根（領敦寧府事 贈 議政府 領議政 永恩府院君、1801年-1863年）
- 母：延陽府夫人 延安金氏（1799年-1824年）
- 実母：興陽府夫人 驪興閔氏（生年不詳-1872年）
- 義祖父：恩彦君
- 義祖母：常山郡夫人 鎮川宋氏（1753年-1801年）
- 義父：純祖、全渓大院君 李㼅
- 義母：純元王后、龍城府大夫人 龍潭廉氏
- 夫：哲宗
  - 息子：李隆俊

## 登場作品

### テレビドラマ
- 風雲（1982年 KBS制作。演：チョ・ナムギョン）
- 哲仁王后〜俺がクイーン!?（2020年 tvN制作。演：シン・ヘソン）

| 先代 孝定王后 | 朝鮮王妃 在位：1851年 - 1863年 | 次代 王妃閔氏 |
| 先代 孝定王后 | 朝鮮大妃 在位：1863年 - 1878年 | 次代          |